# George Hendrick
George Andrew Hendrick, Jr. (ur. 18 października 1949) – amerykański baseballista, który występował na pozycji zapolowego.

## Przebieg kariery
W styczniu 1968 został wybrany w pierwszej rundzie draftu przez Oakland Athletics. Zawodową karierę rozpoczął w Burlington Bees (poziom Class A), w którym rozegrał 103 mecze, uzyskując najlepszą w Midwest League średnią 0,327. W sezonie 1969 grał w Lodi Crushers (Class A), zaś w 1970 Burlington oraz w Birmingham A's (Double-A).
Sezon 1971 rozpoczął od występów w Iowa Oaks, w którym rozegrał 63 mecze, zdobywając 25 home runów i zaliczając 63 RBI. W Major League Baseball zadebiutował 4 czerwca 1971 jako pinch hitter w meczu przeciwko Washington Senators, wygranym przez Athletics 5–3 po 21 zmianach. Po dwóch spotkaniach powrócił do Iowa, a ponowne powołanie do składu Athletics otrzymał w połowie lipca. W 1972 zagrał w pięciu meczach World Series, w których Athletics pokonali Cincinnati Reds 4–3. W marcu 1973 w ramach wymiany zawodników przeszedł do Cleveland Indians. W 1974 po raz pierwszy wystąpił w Meczu Gwiazd.
W grudniu 1976 przeszedł do San Diego Padres, zaś w maju 1978 do St. Louis Cardinals. 25 sierpnia 1978 w wygranym przez Cardinals 11–10 meczu z Atlanta Braves, zdobył dwa home runy i ustanowił rekord kariery zaliczając 7 RBI. W 1980 po raz pierwszy otrzymał Silver Slugger Award. W 1982 zagrał we wszystkich meczach World Series, w których Cardinals pokonali Milwaukee Brewers 4–3. W sezonie 1985 był zawodnikiem Pittsburgh Pirates. Grał jeszcze w California Angels, w którym zakończył karierę zawodniczą w 1988. W późniejszym okresie był między innymi członkiem sztabu szkoleniowego California Angels i Tampa Bay Rays.

## Nagrody i wyróżnienia
| Nagroda/wyróżnienie         | Lata                   | Źródło |
| 4× All-Star                 | 1974, 1975, 1980, 1983 | [ 1 ]  |
| 2× Silver Slugger Award     | 1980, 1983             | [ 1 ]  |
| 2× zwycięzca w World Series | 1972, 1982             | [ 2 ]  |